# Ceropegia monticola
Ceropegia monticola là một loài thực vật có hoa trong họ La bố ma. Loài này được W.W.Sm. mô tả khoa học đầu tiên năm 1920.